# سندرسویل (میسیسیپی)
سندرسویل (به انگلیسی: Sandersville) شهرکی در ایالت میسیسیپی کشور ایالات متحده آمریکا است که جمعیت آن در سرشماری سال ۲۰۱۰ میلادی، ۷۳۱
نفر بوده‌است.